# 椚田町
椚田町（くぬぎだまち）は、東京都八王子市の地名。丁番を持たない単独町名であり、住居表示未実施区域。郵便番号は193-0942（八王子南郵便局管区）。

## 地理
八王子市西南部に位置する。小比企町、山田町、めじろ台二〜三丁目、東浅川町、狭間町、館町、寺田町、大船町に隣接する。

### 河川
- 湯殿川（浅川の支流）

### 地価
住宅地の地価は、2014年（平成26年）1月1日の公示地価によれば、椚田町568番8の地点で14万1000円/m2となっている。

## 歴史
江戸時代まで現狭間町とともに下椚田村の一部であった。

### 地名の由来
江戸時代まで、下椚田村に加え現高尾町、初沢町、東浅川町辺を上椚田村といった。横山党の横山権守時重の四男、大郎重兼がこの椚田の地に居を構えたとされ、その子次郎広重より代々椚田氏を名乗ってこの地に住んだので、このあたりを横山庄椚田郷と呼ぶようになったとされる。この椚田氏が初沢城（椚田城）の初代城主ではないかという説がある。（新編武蔵国風土記稿）

### 沿革
- 縄文時代中期に270軒以上の住居があった（椚田遺跡）。
- 1889年（明治22年）4月1日 - 神奈川県南多摩郡散田村、下長房村、下椚田村、館村、寺田村、大船村が合併し横山村が成立する。下椚田村が横山村大字下椚田となる。
- 1893年（明治26年）4月1日 - 南多摩郡が北多摩郡、西多摩郡とともに東京府へ編入する。
- 1943年（昭和18年）7月1日 - 東京都制施行。
- 1955年（昭和30年）4月1日 - 元八王子村、恩方村、川口村、加住村、由井村とともに八王子市へ編入する。横山村大字下椚田は八王子市大字下椚田となる。
- 1956年（昭和31年）10月1日 - 町名変更により八王子市大字下椚田の一部が椚田町となる。

## 世帯数と人口
2017年（平成29年）12月31日現在の世帯数と人口は以下の通りである。
| 町丁   | 世帯数    | 人口    |
| ------ | --------- | ------- |
| 椚田町 | 4,325世帯 | 8,844人 |

## 小・中学校の学区
市立小・中学校に通う場合、学区は以下の通りとなる。
| 番地                                                 | 小学校                   | 中学校               |
| ---------------------------------------------------- | ------------------------ | -------------------- |
| 537〜544番地 546〜595番地 1003番地138 1207〜1231番地 | 八王子市立椚田小学校     | 八王子市立椚田中学校 |
| その他                                               | 八王子市立横山第一小学校 | 八王子市立椚田中学校 |

## 交通

### 路線バス
- 京王電鉄バス
  - 京王八王子駅・西八王子駅南口・めじろ台駅〜椚田〜グリーンヒル寺田・法政大学
- 京王バス南
  - 京王八王子駅〜要石〜上大船・法政大学・東京家政学院 
  - 八王子駅南口〜要石〜めじろ台駅

### 道路
- 東京都道173号上館日野線（北野街道）
- 椚田遺跡公園通
- めじろ台グリーンヒル通り

## 施設

### 教育
- 東京工業高等専門学校
- 八王子市立椚田中学校
- 八王子市立椚田小学校
- 聖徳大学八王子幼稚園

### 商業
- スーパーアルプスはざま店
- AOKI八王子新めじろ台店
- ドン・キホーテめじろ台店
- カメラのキタムラ八王子・めじろ台店
- 八王子市農業協同組合
- ダイソー八王子くぬぎだ店
- サイゼリヤ八王子めじろ台店
- 味の民芸八王子くぬぎだ店
- BOOK・OFF八王子めじろ台店
- くら寿司めじろ台店
- シャトレーゼめじろ台店
- ラーメン二郎めじろ台店
- 夢庵八王子めじろ台店
- ローソンめじろ台グリーンヒル通店
- マツモトキヨシめじろ台店
- サイクルベースあさひめじろ台店
- 独楽寿司めじろ台店
- マックハウスめじろ台店
- サーティワンめじろ台店
- ピザーラめじろ台店
- タックルベリー八王子めじろ台店
- ハードオフ八王子めじろ台店
- すき家八王子椚田店
- ケンタッキーめじろ台店

### 病院
- 永生病院

### 公園など
- 椚田遺跡公園（国の史跡）
- 八王子市椚田運動場

### 史跡
- 椚田遺跡群
  - 椚田遺跡
  - 神谷原遺跡
- 要石遺跡